# Bacanje diska
Bacanje diska je atletska disciplina s rotacijskim kretanjima kojim bacač nastoji baciti spravu što dalje. Bacanje diska razvija snagu, brzinu okretnost i preciznost kretanja na bacalištu pa se i danas upotrebljava kao sredstvo za razvijanje učenikovih sposobnosti.

## Rekordi

### Muškarci
| Duljina | Atletičar                                    | Mjesto         | Godina |
| ------- | -------------------------------------------- | -------------- | ------ |
| 74,08   | Jürgen Schult Njemačka Demokratska Republika | Neubrandenburg | 1986.  |
| 73,88   | Virgilijus Alekna Litva                      | Kaunas         | 2000.  |
| 73,38   | Gerd Kanter Estonija                         | Helsingborg    | 2006.  |
| 71,86   | Jurij Dumčev SSSR                            | Moskva         | 1983.  |
| 71,70   | Róbert Fazekas Mađarska                      | Szombathely    | 2002.  |
| 71,50   | Lars Riedel Njemačka                         | Wiesbaden      | 1997.  |
| 71,32   | Ben Plucknett SAD                            | Eugene         | 1983.  |
| 71,26   | John Powell SAD                              | San Jose       | 1984.  |
| 71,26   | Rickard Bruch Švedska                        | Malmö          | 1984.  |
| 71,26   | Imrich Bugár Češka                           | San José, CA   | 1985.  |

### Žene
| Duljina | Atletičarka                                        | Mjesto          | Godina |
| ------- | -------------------------------------------------- | --------------- | ------ |
| 76,80   | Gabriele Reinsch Njemačka Demokratska Republika    | Neubrandenburg  | 1988.  |
| 74,56   | Zdenka Šilhavá Češka                               | Nitra           | 1984.  |
| 74,56   | Ilke Wyludda Njemačka Demokratska Republika        | Neubrandenburg  | 1989.  |
| 74,08   | Diana Sachse-Gansky Njemačka Demokratska Republika | Karl-Marx-Stadt | 1987.  |
| 73,84   | Daniela Costian Rumunjska                          | Bukurešt        | 1988.  |
| 73,36   | Irina Meszynski Njemačka Demokratska Republika     | Prag            | 1984.  |
| 73,28   | Galina Savinkova SSSR                              | Donetsk         | 1984.  |
| 73,23   | Tsvetanka Khristova Bugarska                       | Kazanlak        | 1987.  |
| 73,10   | Gisela Beyer Njemačka Demokratska Republika        | Berlin          | 1984.  |
| 72,92   | Martina Hellmann Njemačka Demokratska Republika    | Potsdam         | 1987.  |
| 71.08   | Sandra Perković Hrvatska                           | Zürich          | 2014   |

### Ostali projekti
|  | Zajednički poslužitelj ima još gradiva o temi Bacanje diska |